# Hội nghị cấp cao ASEAN
Hội nghị cấp cao ASEAN (tiếng Anh: ASEAN Summit, báo chí tiếng Việt thường gọi tắt là "Cấp cao") là hội nghị giữa các nhà lãnh đạo của các quốc gia thành viên Hiệp hội các quốc gia Đông Nam Á để thảo luận về các vấn đề hợp tác phát triển kinh tế, văn hóa, và an ninh giữa các nước thành viên với nhau cũng như với các thành viên đối thoại của ASEAN.
Hội nghị cấp cao ASEAN lần thứ nhất được tổ chức vào năm 1976, Cấp cao V được tổ chức vào năm 1995. Từ đó các nhà lãnh đạo ASEAN nhận thấy sự cần thiết phải tổ chức hội nghị định kỳ hàng năm. Tuy nhiên, trong thời gian đầu, do tính chất nội dung hội nghị không có gì đặc biệt, nên chỉ tổ chức hội nghị không chính thức. Từ năm 2001, hội nghị chính thức mới được tổ chức thường niên. Cấp cao XII dự định tổ chức vào năm 2006, song vì lý do an ninh mà nước chủ nhà Philippines đã quyết định lùi thời gian tổ chức sang đầu năm 2007.
Từ năm 2009, hội nghị cấp cao ASEAN được tổ chức 2 lần mỗi năm.

## Các phiên họp
Thông thường, một Hội nghị cấp cao ASEAN bao gồm các phiên họp nội bộ giữa các nhà lãnh đạo mười nước thành viên, phiên hội nghị giữa các nhà lãnh đạo với các ngoại trưởng của các nước thành viên trong Diễn đàn An ninh ASEAN, phiên họp giữa các nhà lãnh đạo ASEAN+3 (thêm Trung Quốc, Nhật Bản và Hàn Quốc), phiên họp giữa các nhà lãnh đạo ASEAN, Úc và New Zealand. Từ Hội nghị cấp cao XI, bắt đầu có thêm phiên hội nghị giữa các nhà lãnh đạo ASEAN với các nhà lãnh đạo của sáu nước Nhật Bản, Hàn Quốc, Trung Quốc, Australia, New Zealand, và Ấn Độ với tên gọi chính thức là Hội nghị cấp cao Đông Á. Ngoài ra còn có phiên hội nghị giữa các nhà lãnh đạo ASEAN với lãnh đạo Nga.

## Các kỳ Hội nghị Cấp cao ASEAN
Hội nghị Cấp cao ASEAN được tổ chức luân phiên giữa các quốc gia thành viên, và quốc gia nào tổ chức thường kiêm luôn chức Chủ tịch luân phiên ASEAN, thường là vị tổng thống hay thủ tướng quốc gia đó.
| Hội nghị Cấp cao Chính thức ASEAN | Hội nghị Cấp cao Chính thức ASEAN | Hội nghị Cấp cao Chính thức ASEAN | Hội nghị Cấp cao Chính thức ASEAN | Hội nghị Cấp cao Chính thức ASEAN |
| Kỳ | Ngày                              | Quốc gia tổ chức                  | Địa điểm                          | Chủ trì                           |
| --- | --------------------------------- | --------------------------------- | --------------------------------- | --------------------------------- |
| 1 | 23–24/02/1976                     | Indonesia                         | Bali                              | Suharto                           |
| 2 | 4–5/08/1977                       | Malaysia                          | Kuala Lumpur                      | Hussein Onn                       |
| 3 | 14–15/12/1987                     | Philippines                       | Manila                            | Corazon Aquino                    |
| 4 | 27‒29/01/1992                     | Singapore                         | Singapore                         | Ngô Tác Đống                      |
| 5 | 14‒15/12/1995                     | Thái Lan                          | Bangkok                           | Banharn Silpa-archa               |
| 6 | 15‒16/12/1998                     | Việt Nam                          | Hà Nội                            | Phan Văn Khải                     |
| 7 | 5‒6/11/ 2001                      | Brunei                            | Bandar Seri Begawan               | Hassanal Bolkiah                  |
| 8 | 4‒5/11/ 2002                      | Campuchia                         | Phnom Penh                        | Hun Sen                           |
| 9 | 7‒8/10/ 2003                      | Indonesia                         | Bali                              | Megawati Sukarnoputri             |
| 10 | 29‒30/11/2004                     | Lào                               | Vientiane                         | Bounnhang Vorachith               |
| 11 | 12‒14/12/2005                     | Malaysia                          | Kuala Lumpur                      | Abdullah Ahmad Badawi             |
| 12 | 11‒14/01/20071                    | Philippines2                      | Cebu                              | Gloria Macapagal-Arroyo           |
| 13 | 18‒22/11/2007                     | Singapore                         | Singapore                         | Lý Hiển Long                      |
| 143 | 27/02–01/03/2009 10–11/04/2009    | Thái Lan                          | Cha Am, Hua Hin                   | Abhisit Vejjajiva                 |
| 15 | 23/10/2009                        | Thái Lan                          | Cha Am, Hua Hin                   | Abhisit Vejjajiva                 |
| 16 | 08-09/04/2010                     | Việt Nam                          | Hà Nội                            | Nguyễn Tấn Dũng                   |
| 17 | 28-30/10/2010                     | Việt Nam                          | Hà Nội                            | Nguyễn Tấn Dũng                   |
| 18 | 7–8/05/2011                       | Indonesia4                        | Jakarta                           | Susilo Bambang Yudhoyono          |
| 19 | 14–19/11/2011                     | Indonesia4                        | Bali                              | Susilo Bambang Yudhoyono          |
| 20 | 03–04/04/2012                     | Campuchia                         | Phnom Penh                        | Hun Sen                           |
| 21 | 17–20/12/2012                     | Campuchia                         | Phnom Penh                        | Hun Sen                           |
| 22 | 24–25/04/2013                     | Brunei                            | Bandar Seri Begawan               | Hassanal Bolkiah                  |
| 23 | 9–10/12/2013                      | Brunei                            | Bandar Seri Begawan               | Hassanal Bolkiah                  |
| 24 | 10–11/05/2014                     | Myanmar                           | Nay Pyi Taw                       | Thein Sein                        |
| 25 | 10–12/11/2014                     | Myanmar                           | Nay Pyi Taw                       | Thein Sein                        |
| 26 | 26‒27/04/2015                     | Malaysia                          | Langkawi                          | Najib Tun Razak                   |
| 27 | 18–22/11/2015                     | Malaysia                          | Kuala Lumpur                      | Najib Tun Razak                   |
| 28 | 6–8/9/2016                        | Lào                               | Vientiane                         | Thongloun Sisoulith               |
| 29 | 6–8/9/2016                        | Lào                               | Vientiane                         | Thongloun Sisoulith               |
| 30 | 28-29/4/2017                      | Philippines                       | Metro Manila                      | Rodrigo Duterte                   |
| 31 | 13-14/11/2017                     | Philippines                       | Pampanga                          | Rodrigo Duterte                   |
| 32 | 27-28/04/2018                     | Singapore                         | Singapore                         | Lý Hiển Long                      |
| 33 | 13-15/11/2018                     | Singapore                         | Singapore                         | Lý Hiển Long                      |
| 34 | 20–23/6/2019                      | Thái Lan                          | Bangkok                           | Prayut Chan-o-cha                 |
| 35 | 31/10-4/11/2019                   | Thái Lan                          | Bangkok                           | Prayut Chan-o-cha                 |
| 365 | 26/6/2020                         | Việt Nam                          | Hà Nội                            | Nguyễn Xuân Phúc                  |
| 375 | 12–15/11/2020                     | Việt Nam                          | Hà Nội                            | Nguyễn Xuân Phúc                  |
| 385 6 | 26–28/10/2021                     | Brunei                            | Bandar Seri Begawan               | Hassanal Bolkiah                  |
| 395 6 | 26–28/10/2021                     | Brunei                            | Bandar Seri Begawan               | Hassanal Bolkiah                  |
| 40 6 | 10–13/11/2022                     | Campuchia                         | Phnom Penh                        | Hun Sen                           |
| 41 6 | 10–13/11/2022                     | Campuchia                         | Phnom Penh                        | Hun Sen                           |
| 42 | 9–11/5/2023                       | Indonesia                         | Labuan Bajo                       | Joko Widodo                       |
| 43 | 5–7/9/2023                        | Indonesia                         | Jakarta                           | Joko Widodo                       |
| 44 | TBD                               | Lào                               | Vientiane                         | Sonexay Siphandone                |
| 45 | TBD                               | Lào                               | Vientiane                         | Sonexay Siphandone                |
| 1 Bị trì hoãn từ 10‒14 tháng 12 năm 2006 vì Bão Seniang. |                                   |                                   |                                   |                                   |
| 2 Đăng cai tổ chức bởi Myanmar rút lui bởi áp lực mạnh từ phía Hoa Kỳ và EU |                                   |                                   |                                   |                                   |
| 3 Hội nghị Cấp cao này gồm hai phần. Phần đầu được dời từ 12‒17 tháng 12 năm 2008 vì cuộc khủng hoảng chính trị Thái Lan năm 2008. Phần thứ hai bị huỷ bỏ ngày 11 tháng 4 vì những người biểu tình tràn vào nơi tổ chức hội nghị. |                                   |                                   |                                   |                                   |
| 4 Indonesia tổ chức hai lần liên tiếp bằng cách đổi năm với Brunei, vì nước này sẽ đăng cai APEC (và khả năng đăng cai hội nghị G20, mặc dù cuối cùng lại thuộc về Nga) vào năm 2013.                                             |                                   |                                   |                                   |                                   |
| 5 Hội nghị được tổ chức họp trực tuyến do ảnh hưởng của đại dịch COVID-19. |                                   |                                   |                                   |                                   |
| 6 Myanmar đã quyết định không tham dự Hội nghị Cấp cao ASEAN lần thứ 38, 39, 40 và 41 sau khi các nhà lãnh đạo quân sự của nước này bị cấm tham dự sau cuộc đảo chính và biểu tình năm 2021 ở Myanmar.                            |                                   |                                   |                                   |                                   |

### Các kỳ Hội nghị Cấp cao ASEAN không chính thức
Sau Hội nghị Cấp cao lần thứ năm tại Bangkok, các nhà lãnh đạo đã quyết định tổ chức các cuộc hội nghị "không chính thức" giữa mỗi kỳ họp Hội nghị Cấp cao chính thức.
| Hội nghị Cấp cao ASEAN không chính thức | Hội nghị Cấp cao ASEAN không chính thức | Hội nghị Cấp cao ASEAN không chính thức | Hội nghị Cấp cao ASEAN không chính thức | Hội nghị Cấp cao ASEAN không chính thức |
| Kỳ                                      | Ngày                                    | Quốc gia tổ chức                        | Địa điểm                                | Chủ trì                                 |
| --------------------------------------- | --------------------------------------- | --------------------------------------- | --------------------------------------- | --------------------------------------- |
| 1                                       | 30/11/1996                              | Indonesia                               | Jakarta                                 | Soeharto                                |
| 2                                       | 14‒16/12/1997                           | Malaysia                                | Kuala Lumpur                            | Mahathir Mohamad                        |
| 4                                       | 27‒28/11/1999                           | Philippines                             | Pasay                                   | Joseph Estrada                          |
| 5                                       | 22‒25/11/2000                           | Singapore                               | Singapore                               | Goh Chok Tong                           |

Năm 2020, trong năm đảm nhiệm vai trò Chủ tịch luân phiên ASEAN, Việt Nam đã đăng cai tổ chức Hội nghị Cấp cao đặc biệt ASEAN và Hội nghị Cấp cao ASEAN+3 Đặc biệt nhằm bàn luận về vấn đề dịch bệnh COVID-19 đang diễn biến phức tạp.
| Hội nghị Cấp cao đặc biệt ASEAN                 | Hội nghị Cấp cao đặc biệt ASEAN | Hội nghị Cấp cao đặc biệt ASEAN | Hội nghị Cấp cao đặc biệt ASEAN | Hội nghị Cấp cao đặc biệt ASEAN |
| Name                                            | Ngày                            | Quốc gia tổ chức                | Địa điểm                        | Chủ trì                         |
| ----------------------------------------------- | ------------------------------- | ------------------------------- | ------------------------------- | ------------------------------- |
| Hội nghị Cấp cao đặc biệt của ASEAN về COVID-19 | 14/04/2020                      | Việt Nam                        | Hà Nội                          | Nguyễn Xuân Phúc                |